# Яблоневский сельский совет (Оржицкий район)
Яблоневский сельский совет (укр. Яблунівська сільська рада) — входит в состав
Оржицкого района
Полтавской области
Украины.
Административный центр сельского совета находится в 
с. Яблонево.

## Населённые пункты совета
- с. Яблонево
- с. Загребелье
- с. Залужное
- с. Пилиповичи